# 17627 Humptydumpty
17627 Humptydumpty este o planetă minoră (asteroid) din centura de asteroizi. A fost descoperită pe 27 ianuarie 1996 la Nihondaira Observatory⁠(d) de Takeshi Urata și a fost numită după Humpty Dumpty. 
Obiectul prezintă o orbită caracterizată de o semiaxă mare de 3,2005533 UAi, o excentricitate de 0,15, o înclinație de 0,94902 ° în raport cu ecliptica.